# Imbrasia alopia
Imbrasia alopia är en fjärilsart som beskrevs av John Obadiah Westwood 1849. Imbrasia alopia ingår i släktet Imbrasia och familjen påfågelsspinnare. Inga underarter finns listade i Catalogue of Life.